# حلزون چین‌دار خاکریز
حلزون چین‌دار خاکریز (نام علمی: Candidula intersecta) نام یک گونه از زیرراسته ستون‌چشم‌داران است.